# 領域 (解析学)
数学の解析学の分野における領域（りょういき、英: domain, region）とは、有限次元ベクトル空間の開部分集合で連結なもののことを言う。

## 概要
例えば偏微分方程式論やソボレフ空間論などにおいて、定義域（domain of definition）の意味で領域 (domain) という語を用いることがあるが、それとは異なる。
領域の境界の滑らかさについては、その領域上で定義される関数が満足する様々な性質に応じて、様々な要求がなされる。
例えば、積分定理（グリーンの定理やストークスの定理）やソボレフ空間の性質、あるいは境界上の測度やトレースの空間（境界上で定義される滑らかな関数の空間）を定義するために、そのような要求がなされる。
広く扱われている領域としては、連続な境界を備える領域、リプシッツ領域、C1-級の境界を備える領域などがある。
有界領域（bounded domain）とは有界集合であるような領域のことを言い、対して有界領域の補集合の内部のことを外部（exterior）あるいは外部領域（external domain）と言う。
複素解析の分野における複素領域（complex domain）あるいは単純に領域（domain）とは、複素平面 ℂ 内の任意の連結開部分集合のことを言う。
例えば、複素平面全体も複素領域であり、開単位円や開上半平面なども複素領域である。正則関数に対しては、しばしば、複素領域が定義域の役割を担うことがある。
多変数複素関数の研究においては、ℂn の任意の連結開部分集合を含むように、定義域の拡張が行われる。

## 用語の変遷
Hahn (1921, p. 85 foonote 1) によれば、連結開集合としての領域の概念を導入したのはコンスタンチン・カラテオドリの有名な著作 (Carathéodory 1918) においてである。ハーンはまた、"Gebiet" ("領域") の語はそれ以前より時折開集合の同義語として用いられていたことも注意している
しかしながら、"domain" の語は時折、近しい関係にあるが僅かに異なる概念を意味するためにも用いられる。カルロ・ミランダ は自身の楕円型偏微分方程式に関する権威あるモノグラフにおいて、（以前の師マウロ・ピコーネに倣って）連結開集合を表すのに "region" の語を用い、"domain" の語は内部連結 (internally connected)な完全集合を表すために用いている。この規約に基づけば、集合 A が region ならばその閉包 A は domain である。

## 注
1. ↑  訳文: "開集合が連結であるとは、それが二つの開集合の和に表すことができないときをいう。連結開集合を領域と称す"。注意: 開集合の和 (sum) という部分で、カラテオドリは明らかに空でない交わりを持たない集合を意図している。
2. ↑  Hahn (1921, p. 61 foonote 3) は開集合 ("offene Menge") の定義を与えたところで、以下のように述べている: "Vorher war, für diese Punktmengen die Bezeichnung "Gebiet" in Gebrauch, die wir (§ 5, S. 85) anders verwenden werden." (訳文: "以前は "Gebiet" の語をこのような点集合を表すのにしばしば用いられていた、そして我々はその語を (§ 5, p. 85) において別な意味で用いている。"
3. ↑  正確には、モノグラフの初版 Miranda (1955, p. 1) ではイタリア語の "campo"（意味は農場とかで言うのと同様の意味での「場」("field")）を用いており、第二版において Zane C. Motteler が適当な訳語としてこの "region" を用いたのである。
4. ↑  集合が内部連結であるとは、その集合の内部が連結集合となることを言う。
5. ↑  その集合の各点が、内点の集積点となっているような集合のこと。[2]